# Warstwa wierzchnia
Warstwa wierzchnia – powierzchnia materiału i obszar podpowierzchniowy, których właściwości różnią się od głębszych warstw (czyli rdzenia}). W Polsce definiowana jest przez normę (PN-87/M-04250). 

## Metalurgia
Różnice właściwości pomiędzy warstwą wierzchnią a rdzeniem powstają w sposób naturalny w toku wytwarzania i eksploatacji elementu, jak również mogą być wywoływane w sposób sztuczny, aby uzyskać określone cechy powierzchni elementu. Uzyskanie pożądanych cech warstwy wierzchniej uzyskuje się w trakcie operacji takich jak docieranie lub polerowanie (obniżenie chropowatości) czy nawęglanie lub młotkowanie (podniesienie twardości). Nie należy mylić warstwy wierzchniej z powłoką, czyli z warstwą innego materiału naniesioną na powierzchnię elementu.